# Мецраль
Мецра́ль (фр. Metzeral) — коммуна на северо-востоке Франции в регионе Гранд-Эст (бывший Эльзас — Шампань — Арденны — Лотарингия), департамент Верхний Рейн, округ Кольмар — Рибовилле, кантон Вендзенем. До марта 2015 года коммуна административно входила в состав упразднённого кантона Мюнстер (округ Кольмар).
Площадь коммуны — 30,43 км², население — 1092 человека (2006) с тенденцией к стабилизации: 1090 человек (2012), плотность населения — 35,8 чел/км².

## Население
Численность населения коммуны в 2011 году составляла 1109 человек, а в 2012 году — 1090 человек.
| 1962 | 1968 | 1975 | 1982 | 1990 | 1999 | 2006 | 2008 | 2011 | 2012 |
| ---- | ---- | ---- | ---- | ---- | ---- | ---- | ---- | ---- | ---- |
| 1104 | 1051 | 989  | 1006 | 1041 | 1065 | 1092 | 1099 | 1109 | 1090 |

Динамика населения:

## Экономика
В 2010 году из 723 человек трудоспособного возраста (от 15 до 64 лет) 536 были экономически активными, 187 — неактивными (показатель активности 74,1 %, в 1999 году — 71,9 %). Из 536 активных трудоспособных жителей работали 485 человек (252 мужчины и 233 женщины), 51 числились безработными (25 мужчин и 26 женщин). Среди 187 трудоспособных неактивных граждан 35 были учениками либо студентами, 71 — пенсионерами, а ещё 81 — были неактивны в силу других причин.
На протяжении 2011 года в коммуне числилось 460 облагаемых налогом домохозяйств, в которых проживало 1093,5 человека. При этом медиана доходов составила 19409 евро на одного налогоплательщика.

## Достопримечательности (фотогалерея)
- Здание мэрии
- Церковь
- Озеро Фишбёдле